# Amin Asikainen
Amin Asikainen, ps. „Idi” (ur. 21 stycznia 1976 w Kirkkonummi) – fiński bokser. W sezonie 2006/2007 mistrz European Boxing Union w wadze średniej.

## Młodość
Amin urodził się w 1976 roku. Jego ojciec był Marokańczykiem, a jego matka Finką. W wieku sześciu lat Idi zaczął grać w piłkę nożną, jednak w wieku dwunastu lat zrezygnował z niej na rzecz boksu. 

## Kariera amatorska
Asikainen stoczył 175 amatorskich walk, wygrywając 135. Został mistrzem Finlandii w latach: 1996, 1998 i 1999. Asikainen wygrał w turniejach: Tammer, GeeBee, Copenhagen Box Open i Karl Leman.

## Kariera zawodowa
5 maja 2006 wygrał mistrzostwa European Boxing Union w wadze średniej, pokonując w finale Francuza Christophe'a Tendila przez nokaut w piątej rundzie.
3 czerwca 2006, po pokonaniu Niemca Sebastiana Sylvestra, Asikainen został mistrzem EBU w wadze średniej.
Asikainen dwukrotnie obronił tytuł, najpierw 6 października 2006 w walce przeciwko Alexsandrowi Siposowi, a później 30 stycznia 2007, przeciwko Lorenzo Di Giacomo.
Na marzec 2007 roku Asikainen miał zaplanowaną walkę rewanżową z Sebastianem Sylvestrem, jednak z powodu kontuzji Fina walka odbyła się później. Przeciwnikiem Niemca został Włoch Alessio Furlan.
Sylvester odzyskał tytuł europejskiego mistrza w wadze średniej pokonując Asikainena przez techniczny nokaut w czerwcu 2007 roku w Zwickau. W tej walce Idi dwukrotnie leżał na deskach w jedenastej rundzie, zanim walka została zatrzymana przez sędziego.
4 marca 2011 roku Asikainen przegrał z Piotrem Wilczewskim w walce o pasy EBU i WBO Inter-Continental przez TKO w 11. rundzie. W walce dwukrotnie był liczony, w 8. i 11. rundzie.
Po przegranej walce z Piotrem Wilczewskim Asikainen zakończył karierę.

## Asikainen w grach komputerowych
Amin Asikainen pojawił się w bokserskiej grze komputerowej - Fight Night Round 4.